# Mops midas
Mops midas (Sundevall, 1843) è un pipistrello della famiglia dei Molossidi diffuso nell'Africa subsahariana, nella Penisola arabica e nel Madagascar.

## Descrizione

### Dimensioni
Pipistrello di medie dimensioni, con la lunghezza totale tra 126 e 150 mm, la lunghezza dell'avambraccio tra 59 e 67 mm, la lunghezza della coda tra 37 e 56 mm, la lunghezza del piede tra 11 e 15 mm, la lunghezza delle orecchie tra 23 e 32 mm e un peso fino a 69 g.

### Aspetto
La pelliccia è corta, sparsa e setosa, la nuca è quasi nuda. Le parti dorsali variano dal marrone scuro al grigio chiaro con riflessi biancastri e la base dei peli biancastra, mentre le parti ventrali sono bruno-grigiastre, bruno-rosate o grigio argentate con delle strisce bianche lungo i fianchi. È presente una fase completamente arancione. Il muso non è estremamente appiattito, il labbro superiore ha 5-6 pieghe ben distinte e ricoperto di corte setole. Le orecchie sono bruno-nerastre, grandi, unite anteriormente da una membrana a forma di V che si estende in avanti fino a formare una tasca con l'apertura anteriore, dalla quale fuoriesce in entrambi i sessi una cresta di lunghi peli brunastri. È privo di sacche golari. Il trago è piccolo e squadrato, nascosto dall'antitrago il quale è ben sviluppato e semi-circolare. Le membrane alari sono marroni scure. La coda è lunga, tozza e si estende per più della metà oltre l'uropatagio. Il cariotipo è 2n=48 FNa=66.

### Ecolocazione
Emette ultrasuoni con impulsi a frequenza iniziale di 30 kHz.

## Biologia

### Comportamento
Si rifugia negli attici e fratture nei muri di edifici, sotto i ponti e in strette fessure all'interno di tronchi dl'alberi, dove forma colonie fino a diverse centinaia di individui. Le entrate sono accessibili direttamente e poste in alto per facilitare l'accelerazione in caduta libera per prendere il volo. Apparentemente non condivide i siti con altre forme di pipistrelli. Si nutre in gruppi di circa 12 esemplari, emergendo insieme al tramonto e ritornando al rifugio appena prima dell'alba.

### Alimentazione
Si nutre di insetti come coleotteri catturati in spazi aperti sopra le fronde degli alberi o sopra specchi d'acqua. Ha un raggio d'azione di circa 10 km.

### Riproduzione
Femmine gravide sono state osservate in gennaio in Uganda, in gennaio e febbraio in Botswana e in ottobre e metà novembre in Zimbabwe, suggerendo nascite tra dicembre e marzo almeno nella parte più meridionale dell'areale. Danno alla luce un piccolo alla volta.

## Distribuzione e habitat
Questa specie è ampiamente diffusa nell'Africa subsahariana, in Madagascar e nella penisola arabica.
Vive nelle savane alberate, foreste di miombo, praterie e boscaglie di Acacia, in prossimità dei grandi fiumi ed evitando le foreste più dense.

## Tassonomia
In passato venivano riconosciute 2 sottospecie:
- M.m.midas: diffusa in Arabia Saudita sud-occidentale, Senegal settentrionale, Gambia, Mali, Ghana, Togo e Benin settentrionali; Burkina Faso e Niger meridionali; Nigeria nord-orientale, Repubblica Centrafricana, Repubblica Democratica del Congo nord-orientale, Ciad sud-occidentale, Ruanda, Burundi, Etiopia, Eritrea, Sudan sud-orientale, Uganda, Kenya centro-occidentale, Tanzania, Malawi meridionale, Zambia, Mozambico, Zimbabwe meridionale, Namibia nord-orientale, Swaziland[4], Botswana settentrionale e Sudafrica nord-orientale;
- M.m.miarensis (A. Grandidier, 1869): endemica del Madagascar sud-occidentale e nord-occidentale.

Una recente revisione basata sul raffronto di caratteri morfologici e molecolari delle popolazioni malgasce e di quelle continentali non ha mostrato differenze sostanziali tra le due popolazioni, negando quindi la validità della sottospecie miarensis.

## Conservazione
La IUCN Red List, considerato che questa specie è ampiamente diffusa ma in maniera sparsa, e sebbene sia localmente cacciata e perseguitata, classifica M. midas come specie a rischio minimo (Least Concern).